# Červená Hora
Červená Hora là một làng thuộc huyện Náchod, vùng Královéhradecký, Cộng hòa Séc.